# Parnassiana tenuis
Parnassiana tenuis is een rechtvleugelig insect uit de familie sabelsprinkhanen (Tettigoniidae). De wetenschappelijke naam van deze soort is voor het eerst geldig gepubliceerd in 1989 door Heller & Willemse.